# Klooster Banjska

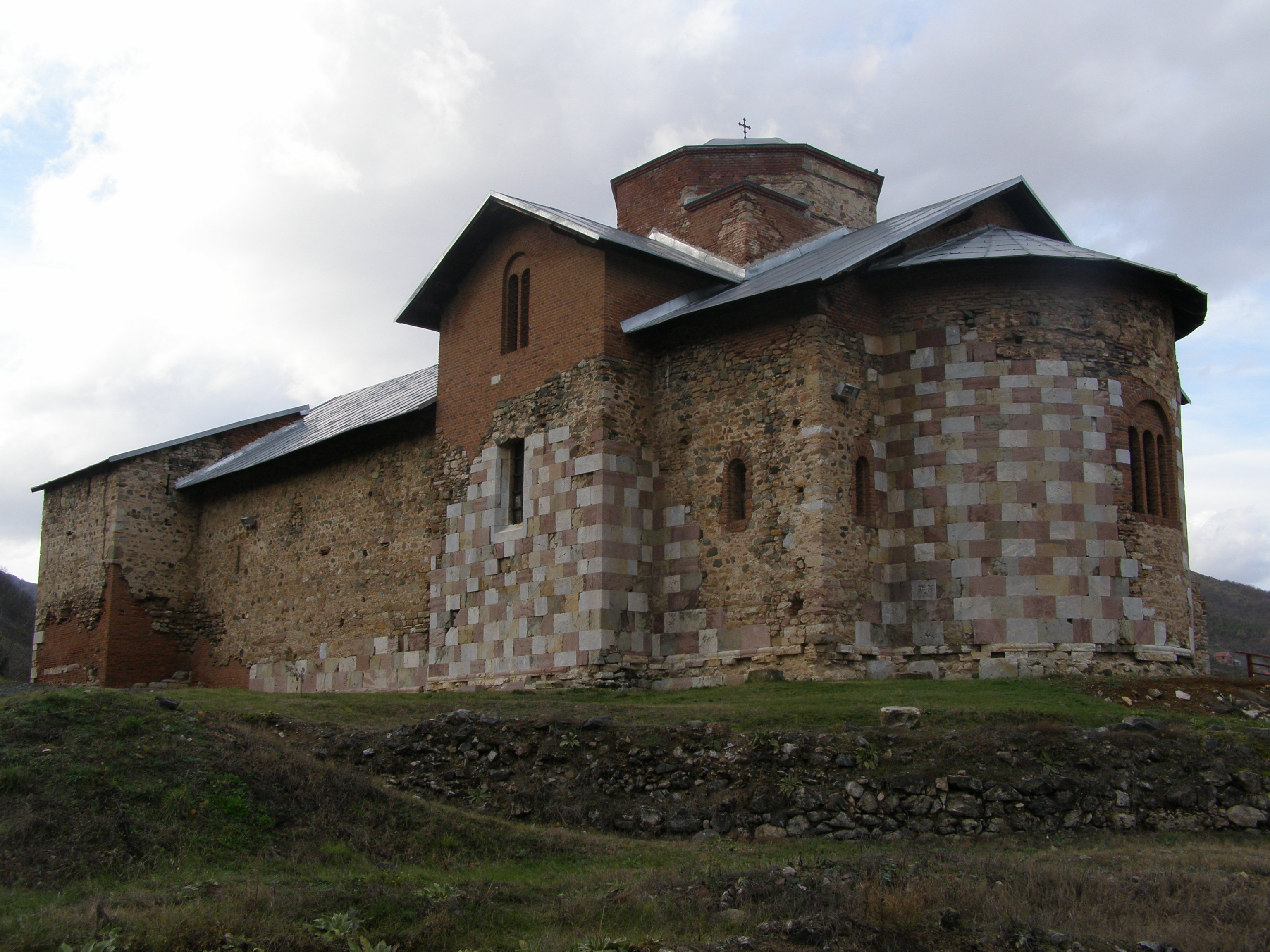
Klooster Banjska

Het Klooster Banjska (Servisch: Манастир Бањска, Manastir Banjska; Albanees: Manastiri i Banjës) is een Servisch-orthodox klooster gelegen in  Kosovo. Het ligt in de gemeente Zvečan. Volgens traditie, werd het gesticht door koning Stefan Uroš II Milutin tussen 1313 en 1317. Milutin bouwde het klooster als begraafplaats. Hij werd hier oorspronkelijk zelf dan ook begraven. Na de Slag op het Merelveld in 1389 werd zijn lichaam verplaatst naar Trepča en in 1460 naar de Bulgaarse hoofdstad Sofia. 
Het klooster raakte mettertijd in verval en van de 19e eeuw tot de Eerste Wereldoorlog werd de Sint-Stefanus kerk door de Turkse heersers gebruikt als moskee. In 1939 werd de heilige mis weer gevierd in de kerk en in 1990 werd het gebouw grotendeel gerestaureerd. 